# Bangor FC
Bangor FC is een Noord-Ierse voetbalclub uit Bangor. De thuiswedstrijden worden gespeeld in het Clandeboye Park, dat met Ards FC gedeeld wordt. De succesperiode van de club was begin jaren 90.
De club speelde in 1927 voor het eerst in de hoogste klasse. Meestal eindigde Bangor in de middenmoot. In 1938 werd de finale van de beker gehaald maar verloren met 0-2 van Belfast Celtic. In 1949 eindigde de club voor het eerst in de top 5, die plaats verbeterde het in 1956 met een 3e plaats. Daarna zakte de club weg in de middenmoot met een eenmalige opflakkering midden jaren 70. In 1989 ging het dan weer beter met een 4e plaats. In 1991 werd zelfs de vicetitel behaald. Twee jaar later werd Bangor 3e en haalde ook de beker binnen tegen Ards, al was het geen sinecure. De eerste 2 wedstrijden eindigden op een gelijkspel en er kwam een 3e match, die won Bangor in de verlengingen met 1-0. Het volgende seizoen eindigde de club 5e en haalde opnieuw de bekerfinale, het almachtige Linfield FC was echter te sterk.
Tot 1995 moest een club gekozen worden tot de hoogste klasse, dan werd er een 2e klasse opgericht zodat promotie en degradatie mogelijk werd. De eerste klasse met 16 clubs werd naar 8 herleid, Bangor had geluk en degradeerde niet. Het was echter uitstel van executie want in 1996 werd de club laatste.
In de 2e klasse eindigde de club meestal in de subtop en miste vaak net de promotie, intussen is de hoogste klasse weer naar 16 clubs uitgebreid maar Bangor kon na 10 jaar nog geen aansluiting vinden bij de top. Voor het seizoen 2008/09 veranderde de Premier League van naam en werd IFA Premiership. Clubs werden uitgenodigd om een aanvraag in te dienen voor de nieuwe competitie met slechts twaalf clubs. Bangor was de enige club uit de tweede klasse die geselecteerd werd. Na één seizoen degradeerde de club.

## Erelijst
- Irish Cup
  - Winnaar: 1993
  - Finalist: 1938, 1994
- Irish League Cup
  - 1993
- Ulster Cup
  - 1992, 1995

## Eindklasseringen
| 9 |

| 9 |

| 11 |

| 12 |

| 11 |

| 8 |

| 11 |

| 11 |

| 11 |

| 10 |

| 8 |

| 8 |

| 11 |

| 10 |

| 7 |

| 6 |

| 5 |

| 5 |

| 11 |

| 11 |

| 10 |

| 11 |

| 12 |

| 12 |

| 12 |

| 13 |

| 12 |

| 10 |

| 12 |

| 4 |

| 6 |

| 2 |

| 9 |

| 3 |

| 5 |

| 11 |

| 8 |

| 3 |

| 2 |

| 3 |

| 4 |

| 4 |

| 6 |

| 5 |

| 4 |

| 5 |

| 4 |

| 2 |

| 3 |

| 11 |

| 11 |

| 4 |

| 4 |

| 10 |

| 2 |

| 2 |

| 10 |

| 12 |

| 2 |

| 1 |

| 4 |

| - |

| 2 |

| 1 |

| 3 |

| NIFL Premiership | NIFL Championship | NIFL Premier Intermediate League | Ballymena & Provincial Intermediate League |

De drie NIFL-divisies hebben in de loop der jaren diverse namen gekend, zie Northern Ireland football league system.

## Bangor in Europa
#Q = #kwalificatieronde, #R = #ronde, T/U = Thuis/Uit, W = Wedstrijd, PUC = punten UEFA coëfficiënten .
Uitslagen vanuit gezichtspunt Bangor FC
| Seizoen | Competitie   | Ronde | Land               | Club             | Totaalscore | 1e W    | 2e W    | PUC |
| ------- | ------------ | ----- | ------------------ | ---------------- | ----------- | ------- | ------- | --- |
| 1991/92 | UEFA Cup     | 1R    | Vlag van Tsjechië  | Sigma Olomouc    | 0-6         | 0-3 (T) | 0-3 (U) | 0.0 |
| 1993/94 | Europacup II | Q     | Vlag van Cyprus    | APOEL Nicosia    | 2-3         | 1-1 (T) | 1-2 (U) | 1.0 |
| 1994/95 | Europacup II | Q     | Vlag van Slowakije | FC Tatran Prešov | 0-5         | 0-1 (T) | 0-4 (U) | 0.0 |

Totaal aantal punten voor UEFA coëfficiënten: 1.0
Zie ook
- Deelnemers UEFA-toernooien Noord-Ierland
- Ranglijst van alle clubs die in de diverse Europa Cups zijn uitgekomen